# This Is the Night
A This Is The Night (magyarul: Ez az az éjszaka) egy popdal, amely Máltát képviselte a 2012-es Eurovíziós Dalfesztiválon. A dal a 2012. február 4-én rendezett máltai nemzeti döntőben 84 ponttal az első helyen végzett a tizenhat fős döntőben. A dalt a máltai Kurt Calleja adta elő angolul.
Az Eurovíziós Dalfesztiválon a dalt először a május 24-én rendezett második elődöntőben adták elő, a fellépési sorrendben negyedikként, a holland Joan Franka You and Me című dala után és a fehérorosz Litesound We Are the Heroes című dala előtt. Az elődöntőben 70 ponttal a hetedik helyen végzett, így továbbjutott a döntőbe.
A május 26-án rendezett döntőben a fellépési sorrendben huszonegyedikként adták elő, a német Roman Lob Standing Still című dala után és a macedón Kaliopi Crno i belo című dala előtt. A szavazás során 41 pontot kapott, mely a 21. helyet helyet jelentette a 26 fős mezőnyben.
A következő máltai induló Gianluca Bezzina volt a Tomorrow című dallal a 2013-as Eurovíziós Dalfesztiválon.

## Külső hivatkozások
- Dalszöveg
- YouTube videó: A This Is The Night című dal előadása a máltai nemzeti döntőben